# Gilboa
Der Gilboa (hebräisch גִּלְבֹּעַ Gilboʿa, auch הַר הַגִּלְבֹּעַ Har ha-Gilboʿa, deutsch ‚Berg Gilboa‘) ist ein Höhenzug im israelischen Nordbezirk an der Grenze zum Westjordanland.

## Allgemeine Angaben
Der Bergzug des Gilboa erhebt sich östlich der Jesreelebene bis zu einer Höhe von 508 m; er erstreckt sich in südöstlicher Richtung über etwa 20 Kilometer. Das Gebiet um Bet Scheʾan östlich des Bergzugs liegt bereits unter dem Meeresspiegel, so dass die absolute Höhe über 600 m beträgt. Am Gilboa befinden sich Naturschutzgebiete und Nationalparks, darunter der bekannte Park Gan haSchloscha („Garten der Drei“) bzw. Sachne, in dem warme Quellen entspringen. Insgesamt gibt es am Fuß des Gilboa etwa 40 Quellen, die jedoch teilweise brackig sind.

## Geschichtliche Bedeutung
Nach der biblischen Erzählung sammelte König Saul sein Heer im Kampf gegen die Philister am Gilboa. Das Totenorakel von En Dor sagte ihm eine Niederlage voraus, die tatsächlich eintrat: König Sauls Söhne – darunter auch sein Sohn Jonatan – fielen, er selbst stürzte sich in sein Schwert. Sein Leichnam wurde den biblischen Berichten zufolge von den Philistern an der Stadtmauer von Bet Scheʾan aufgehängt (1. Buch Samuel 28-31, speziell: 1Sam 28,4; 31,1.8; 2Sam 1,6.21; 21,12; 1Chr 10,1.8).
Im Jahr 1260 gelang es bei den Bergen von Gilboa dem Mamlukengeneral Baibars, in der Schlacht bei ʿAin Dschālūt den Mongolensturm zurückzuschlagen und anschließend selbst Sultan von Ägypten und Syrien zu werden.
Am 7. November 1935 töteten Izz ad-Din al-Qassam und seine Begleiter auf dem Berg den Polizisten Moshe Rosenfeld. Zur Erinnerung an Rosenfeld trägt ein Quelle in der Bergregion den Namen Ein haSamal (Die Quelle des Sergeanten).
Während des israelischen Unabhängigkeitskrieges war die Region um den Gilboa hart umkämpft. Von den arabischen Dörfern am Berg erfolgten mit Unterstützung irakischer Truppen Angriffe gegen die jüdischen Siedlungen im Tal. Der Kampf um die Bergregion und deren Einnahme durch die Israelis wurde von Rivka Sturman in dem in Israel bekannten Volkstanz Debka Gilboa choreografisch verarbeitet.

## Gilboa Tempel im Taunus
Der hessische Hochtaunuskreis unterhält eine Partnerschaft mit dem Distrikt Gilboa. Aus Anlass des 20. Jahrestages dieser Partnerschaft im Jahre 2010 wurde oberhalb von Kronberg im Taunus der Gilboa Tempel errichtet. Eine davor installierte Gedenkplatte zeigt an, dass der Gilboa von diesem Punkt aus 2.950 Kilometer entfernt ist. (Lage)